# 백암청년역
백암청년역(白岩靑年驛)은 조선민주주의인민공화국 량강도 백암군 백암로동자구에 위치한 백두산청년선과 백무선의 철도역이다. 함경북도 무산군까지 연결되는 백무선이 분기된다.

## 연혁
- 1934년 8월 1일 : 혜산선 합수-백암 간 개통으로 영업 개시[1] (당시 역명은 백암역)
- 1934년 9월 1일 : 백무선 백암-산양대 간 개통[2]
- 해방 이후 : 백암청년역으로 개칭